# اسکوگاگ
اسکوگاگ (به انگلیسی: Scugog) یک منطقهٔ مسکونی در کانادا است که در Durham واقع شده‌است.

## خصوصیات
اسکوگاگ ۲۱٬۵۶۹ نفر جمعیت دارد.